# غاي بيرن
غاي بيرن (بالإنجليزية: Gay Byrne)‏ هو مذيع أيرلندي، ولد في 5 أغسطس 1934 في دبلن في جمهورية أيرلندا.